# Richard Meier
Richard Meier (født 12. oktober 1934 i Newark, New Jersey) er en arkitekt og kunstner fra USA, kendt for sit rationelle design og brugen af hvid farve.
Meier fik en bachelorgrad ved Cornell University i 1957 og arbejdede i kort tid for Skidmore, Owings & Merrill i 1959, herefter for Marcel Breuer inden han etablerede sin egen praksis i New York i 1963. Han blev kendt som én af "The Five" i New York i 1972. Udførelsen af Getty Center i Los Angeles i 1984 gjorde Meiers verdensberømt.
En stor del af Meiers værker bygger på værker tegnet af arkitekter fra begyndelsen af 1900-tallet, særligt Le Corbusier, og især hans tidlige værker. Han har laboreret på mange af de idéer, der var tydelige i Le Corbusiers værker, særlig Villa Savoye og den schweiziske pavillon. Andre inspiratorer er  Ludwig Mies van der Rohe, Frank Lloyd Wright og Luis Barragán (uden farven).
Smith House i Connecticut anses som et af hans hovedværker. 
I 1984 modtog han Pritzker-prisen, og i 2006 vandt han guldmedalje i arkitektur fra Academy of Arts and Letters.

## Eksempler på værker
- Kirken Chiesa di Dio Padre Misericordioso i Rom
- Detalje fra Getty center
- Museo de arte contemporanio de Barcelona, Catalonien

## Eksterne links
- Wikimedia Commons har flere filer relateret til Richard Meier
- Officiel hjemmeside (på engelsk) Arkiveret 11. februar 2010 hos  Wayback Machine
- "Meier Tower" (på engelsk) Arkiveret 24. december 2014 hos  Wayback Machine

1. ↑  Navnet er anført på bokmål og stammer fra Wikidata hvor navnet endnu ikke findes på dansk.